# Treonină
Treonina (prescurtată Thr sau T) este un α-aminoacid esențial polar cu formula chimică HO2CCH(NH2)CH(OH)CH3. Treonina are un rol important în sprijinirea sistemului imunitar, participând la producerea anticorpilor. 
Codonii săi sunt ACU, ACA, ACC și ACG.

## Istoric
Treonina este ultimul aminoacid proteinogen descoperit. Acesta a fost izolat de William Cumming Rose în anul 1935. 